# (73508) 2002 TQ220
(73508) 2002 TQ220 – planetoida z pasa głównego asteroid okrążająca Słońce w ciągu 5,5 lat w średniej odległości 3,12 j.a. Odkryta 6 października 2002 roku.